# آنا کلودیا میشلز
آنا کلودیا میشلز (به انگلیسی: Ana Cláudia Michels) (زاده ۳۱ ژوئیه ۱۹۸۱) مدل برزیلی است.